# Osumi
Ōsumi även Ohsumi var Japans första satellit i omloppsbana runt jorden. Den sköts upp 11 februari 1970 och   Japan blev därmed den fjärde nationen efter Sovjetunionen, USA och Frankrike som skickade upp en satellit i rymden med en egentillverkad raket.
Ōsumi, som är uppkallad efter  Ōsumihalvön i prefekturen Kagoshima i Japan, mätte olika parametrar i jonosfären såsom densitet och solstrålning. Dess solceller bildade en regelbunden 26-sidig polyeder med 75 centimeters radie. 
Lambda 4-S raketen hade byggts av institutet för rymd- och flygforskning vid Tokyos universitet, numera Japan Aerospace Exploration Agency. Det var meningen att den skulle skjuta upp satelliten i en cirkulär bana runt jorden, men banan blev elliptisk.